# Milan Associazione Calcio 1992-1993
Questa voce raccoglie le informazioni riguardanti il Milan Associazione Calcio nelle competizioni ufficiali della stagione 1992-1993.

## Stagione

Zvonimir Boban, all'esordio in maglia rossonera dopo la stagione in prestito a Bari, qui alle prese con il laziale Gascoigne.

Dopo lo scudetto dei record del 1991-1992 vengono ingaggiati calciatori del calibro di Jean-Pierre Papin, Dejan Savićević, Stefano Eranio, Fernando De Napoli, Gianluigi Lentini e Zvonimir Boban, acquistato nel 1991 e ceduto in prestito al Bari per la stagione 1991-1992. Si registra, d'altro canto, il ritiro dall'attività agonistica di Carlo Ancelotti, che intraprende subito la carriera di allenatore in qualità di vice di Arrigo Sacchi in nazionale. L'obiettivo della società rossonera è aggiudicarsi tutti i trofei e, per farlo, il presidente Silvio Berlusconi non lesina investimenti corposi, come l'acquisizione del cartellino di Gianluigi Lentini per 18,5 miliardi di lire.
La stagione 1992-1993 si apre con la vittoria della Supercoppa italiana contro il Parma, battuto per 2-1 con reti di Marco van Basten e, dopo il momentaneo pareggio di Alessandro Melli su rigore, di Daniele Massaro.
In campionato il Milan si porta fin dall'inizio in testa alla classifica e non si fa più raggiungere. chiudendo il girone di andata con 14 vittorie, tra le quali le trasferte di Pescara (4-5), Firenze (3-7) e Napoli (1-5), e 3 pareggi per un totale 31 punti, record assoluto in Serie A a metà campionato con i 2 punti a vittoria. L'allenatore goriziano utilizza tutta la folta rosa a disposizione: alla fine della stagione saranno 18 su 22 i giocatori a vantare più di 10 presenze. Nel girone di ritorno la squadra totalizza invece 4 vittorie, 11 pareggi e 2 sconfitte, tra cui un pareggio a pochi minuti dalla fine nel derby del 10 aprile, che spegne i sogni di rimonta dei cugini, riuscendo a vincere lo scudetto con una giornata di anticipo grazie al pareggio interno (1-1) col Brescia precedendo i nerazzurri di 4 lunghezze. Alla 24ª giornata con la sconfitta contro il Parma (0-1, gol di Faustino Asprilla su punizione), inoltre, si interrompe la serie record di 58 risultati utili consecutivi in Serie A che durava da 22 mesi (dal 26 maggio 1991 proprio contro i ducali, l'ultima sconfitta dei rossoneri era datata 19 maggio 1991, Bari-Milan 2-1).
In questa stagione rimane fuori squadra a lungo van Basten a causa dei persistenti problemi fisici. Operato in Belgio a dicembre, l'olandese, rientra in campo cinque mesi più tardi. L'attaccante, vincitore per la prima volta del FIFA World Player (premio alla sua seconda edizione) e del Pallone d'oro per la terza volta (è stato il terzo calciatore, dopo Cruijff e Platini e prima di Messi, a riuscire nell'impresa), dà il suo contributo segnando 20 gol in 22 presenze.

I festeggiamenti della squadra per la conquista del tricolore

In Coppa Italia il Milan elimina la Ternana nei sedicesimi di finale (4-0 e 2-6), il Cagliari negli ottavi (3-0 e 0-0) e l'Inter nei quarti (0-0 e 0-3). In semifinale si trova opposto alla Roma che all'Olimpico batte per 2-0 i rossoneri, ai quali non basta la vittoria per 1-0 nella gara di ritorno per evitare l'eliminazione.
In Champions League (nuovo nome della Coppa dei Campioni) il Milan vince tutte la quattro partite dei primi due turni contro Olimpia Lubiana e Slovan Bratislava senza subire reti, accedendo così alla fase a gironi. Anche nella fase a gironi, dove il Milan viene sorteggiato con IFK Göteborg, PSV Eindhoven e Porto, i rossoneri vincono tutte le gare, qualificandosi per la finale per la sesta volta nella sua storia con all'attivo 10 vittorie su 10 partite segnando 23 reti e subendone una sola. Diviene così il secondo club per finali disputate in questa competizione dietro a Real Madrid e davanti al Liverpool. Nell'ultimo atto della competizione giocato a Monaco di Baviera i ragazzi di Capello affrontano l'Olympique Marsiglia pieni di acciacchi e con una non perfetta forma fisica e perdono per 1-0 subendo un gol di Basile Boli sugli sviluppi di un calcio d'angolo. Diversi anni dopo la finale tra Milan e Marsiglia alcuni giocatori della squadra francese dichiareranno di aver assunto sostanze dopanti prima della partita. L'incontro coi francesi segna l'ultima apparizione su un campo di calcio di van Basten, afflitto da problemi alla caviglia, che si ritirerà all'inizio della campionato 1995-1996 dopo due stagioni di inattività.

## Divise e sponsor
Lo sponsor tecnico per la stagione 1992-1993 è Adidas, mentre lo sponsor ufficiale è Motta. La divisa è una maglia a strisce verticali della stessa dimensione, rosse e nere, con pantaloncini e calzettoni bianchi. La divisa di riserva è una maglia bianca con una striscia rossa orizzontale sotto la quale vi è un'altra striscia più sottile nera con pantaloncini e calzettoni bianchi.
| Casa | Trasferta | Portiere |

## Organigramma societario
Area direttiva
- Presidente: Silvio Berlusconi
- Amministratore delegato: Adriano Galliani[22]
- Direttore sportivo: Ariedo Braida

Area organizzativa
- Direttore organizzativo: Paolo Taveggia
- Team manager: Silvano Ramaccioni
- Segretaria: Rina Barbara Ercoli

Area tecnica
- Allenatore: Fabio Capello
- Allenatore in seconda: Italo Galbiati
- Preparatori dei portieri: Roberto Negrisolo
- Preparatore atletico: Vincenzo Pincolini

Area sanitaria
- Responsabile servizi sanitari: Rodolfo Tavana
- Medico sociale: Giovanni Battista Monti
- Massaggiatori: Giancarlo Bertassi, Franco Pagani

## Rosa
| N. |                    | Ruolo | Calciatore                     |
| -- | ------------------ | ----- | ------------------------------ |
|    | Italia (bandiera)  | P     | Francesco Antonioli            |
|    | Italia (bandiera)  | P     | Guido Bistazzoni               |
|    | Italia (bandiera)  | P     | Carlo Cudicini                 |
|    | Italia (bandiera)  | P     | Sebastiano Rossi               |
|    | Italia (bandiera)  | D     | Franco Baresi (capitano)       |
|    | Italia (bandiera)  | D     | Alessandro Costacurta          |
|    | Italia (bandiera)  | D     | Filippo Galli                  |
|    | Italia (bandiera)  | D     | Enzo Gambaro                   |
|    | Italia (bandiera)  | D     | Paolo Maldini                  |
|    | Italia (bandiera)  | D     | Stefano Nava                   |
|    | Italia (bandiera)  | D     | Mauro Tassotti (vice capitano) |
|    | Italia (bandiera)  | D     | Martino Traversa               |
|    | Italia (bandiera)  | C     | Demetrio Albertini             |
|    | Croazia (bandiera) | C     | Zvonimir Boban                 |

| N. |                        | Ruolo | Calciatore         |
| -- | ---------------------- | ----- | ------------------ |
|    | Italia (bandiera)      | C     | Fernando De Napoli |
|    | Italia (bandiera)      | C     | Roberto Donadoni   |
|    | Italia (bandiera)      | C     | Stefano Eranio     |
|    | Italia (bandiera)      | C     | Alberico Evani     |
|    | Paesi Bassi (bandiera) | C     | Ruud Gullit        |
|    | Paesi Bassi (bandiera) | C     | Frank Rijkaard     |
|    | Jugoslavia (bandiera)  | C     | Dejan Savićević    |
|    | Italia (bandiera)      | A     | Gianluigi Lentini  |
|    | Italia (bandiera)      | A     | Daniele Massaro    |
|    | Francia (bandiera)     | A     | Jean-Pierre Papin  |
|    | Italia (bandiera)      | A     | Aldo Serena        |
|    | Italia (bandiera)      | A     | Marco Simone       |
|    | Paesi Bassi (bandiera) | A     | Marco van Basten   |

## Calciomercato

### Sessione estiva
| Acquisti | Acquisti                | Acquisti            | Acquisti                     |
| R.       | Nome                    | da                  | Modalità                     |
| -------- | ----------------------- | ------------------- | ---------------------------- |
| P        | Massimo Taibi           | Como                | fine prestito                |
| D        | Stefano Nava            | Parma               | fine prestito                |
| D        | Martino Traversa        | Bologna             | definitivo                   |
| C        | Zvonimir Boban          | Bari                | fine prestito                |
| C        | Angelo Carbone          | Bari                | fine prestito                |
| C        | Fernando De Napoli      | Napoli              | definitivo (6,5 miliardi ₤)  |
| C        | Stefano Eranio          | Genoa               | definitivo (9 miliardi ₤)    |
| C        | Dejan Savićević         | Stella Rossa        | definitivo (10 miliardi ₤)   |
| A        | Massimiliano Cappellini | Piacenza            | fine prestito                |
| A        | Gianluigi Lentini       | Torino              | definitivo (18,5 miliardi ₤) |
| A        | Jean-Pierre Papin       | Olympique Marsiglia | definitivo (14 miliardi ₤)   |

| Cessioni | Cessioni                | Cessioni | Cessioni      |
| R.       | Nome                    | a        | Modalità      |
| -------- | ----------------------- | -------- | ------------- |
| P        | Massimo Taibi           | Piacenza | definitivo    |
| C        | Carlo Ancelotti         |          | fine carriera |
| C        | Angelo Carbone          | Napoli   | prestito      |
| C        | Diego Fuser             | Lazio    | definitivo    |
| A        | Massimiliano Cappellini | Atalanta | prestito      |
| A        | Giovanni Cornacchini    | Perugia  | definitivo    |

### Sessione autunnale
| Acquisti | Acquisti                | Acquisti | Acquisti      |
| R.       | Nome                    | da       | Modalità      |
| -------- | ----------------------- | -------- | ------------- |
| A        | Massimiliano Cappellini | Atalanta | fine prestito |

| Cessioni | Cessioni                | Cessioni | Cessioni |
| R.       | Nome                    | a        | Modalità |
| -------- | ----------------------- | -------- | -------- |
| A        | Massimiliano Cappellini | Como     | prestito |

### Trasferimenti successivi alla sessione autunnale
| Acquisti | Acquisti         | Acquisti | Acquisti   |
| R.       | Nome             | da       | Modalità   |
| -------- | ---------------- | -------- | ---------- |
| P        | Guido Bistazzoni |          | svincolato |

| Cessioni | Cessioni | Cessioni | Cessioni |
| R.       | Nome     | a        | Modalità |
| -------- | -------- | -------- | -------- |

## Risultati

### Serie A

#### Girone di andata
| Arbitro: | Fabricatore (Roma) |

|                     |           |  |
| Grandini 59’ (aut.) | Marcatori |  |

| Arbitro: | Ceccarini (Livorno) |

|                                                      |           |                                                |
| Allegri 1’ Baresi 11’ (aut.), 14’ (aut.) Massara 23’ | Marcatori | 3’ Maldini 6’ Lentini 37’, 39’, 73’ van Basten |

| Arbitro: | Mughetti (Cesena) |

|                            |           |  |
| Massaro 56’ van Basten 68’ | Marcatori |  |

| Arbitro: | Baldas (Trieste) |

|             |           |                       |
| Bonetti 45’ | Marcatori | 28’ Simone 58’ Gullit |

| Arbitro: | Beschin (Legnano) |

|                                       |           |                                                                  |
| Baiano 14’ Effenberg 48’ Di Mauro 89’ | Marcatori | 25’, 45’ Massaro 34’ Lentini 42’, 87’ Gullit 79’, 90’ van Basten |

| Arbitro: | Stafoggia (Pesaro) |

|                                                                   |           |                                  |
| Gullit 13’ Papin 15’ van Basten 34’ (rig.), 61’ (rig.) Simone 80’ | Marcatori | 21’ Winter 52’ Fuser 65’ Signori |

| Arbitro: | Trentalange (Torino) |

|  |           |                      |
|  | Marcatori | 62’ Papin 90’ Eranio |

| Milano 1º novembre 1992 8ª giornata | Milan               | 0 – 0 referto | Torino | Stadio Giuseppe Meazza (77 482 spett.)\| Arbitro: \| Collina (Viareggio) \| |
| Arbitro:                            | Collina (Viareggio) |               |        |                                                                             |

| Arbitro: | Pairetto (Nichelino) |

|          |           |                                         |
| Zola 84’ | Marcatori | 7’, 27’, 69’, 75’ van Basten 60’ Eranio |

| Arbitro: | Pezzella (Frattamaggiore) |

|             |           |                 |
| Lentini 40’ | Marcatori | 69’ De Agostini |

| Arbitro: | Sguizzato (Verona) |

|  |           |            |
|  | Marcatori | 68’ Simone |

| Arbitro: | Rosica (Roma) |

|               |           |           |
| Albertini 33’ | Marcatori | 43’ Balbo |

| Arbitro: | Boggi (Salerno) |

|                |           |  |
| Papin 14’, 51’ | Marcatori |  |

| Arbitro: | Collina (Viareggio) |

|  |           |            |
|  | Marcatori | 29’ Gullit |

| Arbitro: | Brignoccoli (Ancona) |

|                  |           |  |
| Papin 54’ (rig.) | Marcatori |  |

| Arbitro: | Bazzoli (Merano) |

|  |           |             |
|  | Marcatori | 20’ Massaro |

| Arbitro: | Felicani (Bologna) |

|                      |           |  |
| Savićević 40’ (rig.) | Marcatori |  |

#### Girone di ritorno
| Arbitro: | Luci (Firenze) |

|                        |           |                        |
| Bresciani 37’ Seno 80’ | Marcatori | 56’ Papin 59’ Rijkaard |

| Arbitro: | Quartuccio (Torre Annunziata) |

|                                           |           |  |
| Savićević 12’ Papin 16’, 34’ Donadoni 89’ | Marcatori |  |

| Arbitro: | Pezzella (Frattamaggiore) |

|          |           |           |
| Ganz 86’ | Marcatori | 85’ Papin |

| Arbitro: | Ceccarini (Livorno) |

|                                |           |  |
| Lentini 7’, 70’ Papin 27’, 89’ | Marcatori |  |

| Arbitro: | Trentalange (Torino) |

|                    |           |  |
| Savićević 66’, 88’ | Marcatori |  |

| Arbitro: | Boggi (Salerno) |

|                           |           |                             |
| Gascoigne 39’ Bergodi 86’ | Marcatori | 10’ Papin 38’ (aut.) Winter |

| Arbitro: | Cesari (Genova) |

|  |           |              |
|  | Marcatori | 58’ Asprilla |

| Arbitro: | Luci (Firenze) |

|          |           |            |
| Mussi 2’ | Marcatori | 57’ Gullit |

| Arbitro: | Beschin (Legnano) |

|                  |           |                         |
| Lentini 57’, 63’ | Marcatori | 34’ Careca 44’ Policano |

| Arbitro: | Pairetto (Nichelino) |

|           |           |            |
| Berti 44’ | Marcatori | 83’ Gullit |

| Arbitro: | Baldas (Trieste) |

|           |           |                            |
| Simone 6’ | Marcatori | 13’, 20’ Möller 64’ Baggio |

| Udine 25 aprile 1993 29ª giornata | Udinese             | 0 – 0 referto | Milan | Stadio Friuli (33 462 spett.)\| Arbitro: \| Collina (Viareggio) \| |
| Arbitro:                          | Collina (Viareggio) |               |       |                                                                    |

| Arbitro: | Rodomonti (Teramo) |

|               |           |                                         |
| Vecchiola 59’ | Marcatori | 20’ Rijkaard 39’ van Basten 47’ Maldini |

| Milano 16 maggio 1993 31ª giornata | Milan               | 0 – 0 referto | Roma | Stadio Giuseppe Meazza (76 301 spett.)\| Arbitro: \| Ceccarini (Livorno) \| |
| Arbitro:                           | Ceccarini (Livorno) |               |      |                                                                             |

| Arbitro: | Baldas (Trieste) |

|                |           |             |
| Francescoli 4’ | Marcatori | 33’ Massaro |

| Arbitro: | Amendolia (Messina) |

|               |           |              |
| Albertini 82’ | Marcatori | 84’ Brunetti |

| Arbitro: | Bazzoli (Merano) |

|                            |           |                      |
| Caricola 15’ Fortunato 80’ | Marcatori | 59’ Simone 63’ Papin |

### Coppa Italia

#### Turno preliminari
| Arbitro: | Luci (Firenze) |

|                                                  |           |  |
| Savićević 23’ (rig.), 60’ Gullit 51’ Massaro 69’ | Marcatori |  |

| Arbitro: | Rodomonti (Teramo) |

|                             |           |                                                                        |
| Negri 45’ Ghezzi 85’ (rig.) | Marcatori | 20’ Massaro 22’ (aut.) Cavezzi 25’ Savićević 59’, 77’ Gullit 66’ Evani |

#### Fase finale
| Arbitro: | Bettin (Padova) |

|                            |           |  |
| Papin 25’, 26’ Lentini 63’ | Marcatori |  |

| Cagliari 28 ottobre 1992 Ottavi di finale - Ritorno | Cagliari           | 0 – 0 referto | Milan | Stadio Sant'Elia (10 000 spett.)\| Arbitro: \| Rodomonti (Teramo) \| |
| Arbitro:                                            | Rodomonti (Teramo) |               |       |                                                                      |

| Milano 27 gennaio 1993 Quarti di finale - Andata | Milan             | 0 – 0 referto | Inter | Stadio Giuseppe Meazza (63 653 spett.)\| Arbitro: \| Beschin (Legnano) \| |
| Arbitro:                                         | Beschin (Legnano) |               |       |                                                                           |

| Arbitro: | Baldas (Trieste) |

|  |           |                          |
|  | Marcatori | 5’, 12’ Papin 35’ Gullit |

| Arbitro: | Pairetto (Nichelino) |

|                        |           |  |
| Muzzi 12’ Caniggia 89’ | Marcatori |  |

| Arbitro: | Pezzella (Frattamaggiore) |

|            |           |  |
| Eranio 37’ | Marcatori |  |

### Champions League

#### Sedicesimi di finale
| Arbitro: | Steindl |

|                                           |           |  |
| van Basten 5’, 50’ Albertini 7’ Papin 64’ | Marcatori |  |

| Arbitro: | Ulrich |

|  |           |                                       |
|  | Marcatori | 31’ Massaro 48’ Rijkaard 85’ Tassotti |

#### Ottavi di finale
| Arbitro: | Nielsen |

|  |           |             |
|  | Marcatori | 62’ Maldini |

| Arbitro: | Martín |

|                                             |           |  |
| Boban 29’ Rijkaard 30’ Simone 50’ Papin 72’ | Marcatori |  |

#### Fase a gironi
| Arbitro: | van den Wijngaert |

|                                      |           |  |
| van Basten 33’, 53’ (rig.), 61’, 62’ | Marcatori |  |

| Arbitro: | Spirin |

|             |           |                         |
| Romário 66’ | Marcatori | 19’ Rijkaard 62’ Simone |

| Arbitro: | Schmidhuber |

|  |           |           |
|  | Marcatori | 71’ Papin |

| Arbitro: | Don |

|            |           |  |
| Eranio 31’ | Marcatori |  |

| Arbitro: | Assenmacher |

|  |           |             |
|  | Marcatori | 70’ Massaro |

| Arbitro: | Puhl |

|                |           |  |
| Simone 5’, 18’ | Marcatori |  |

#### Finale
| Arbitro: | Röthlisberger |

|          |           |  |
| Boli 43’ | Marcatori |  |

### Supercoppa italiana
| Arbitro: | Pairetto (Nichelino) |

|                            |           |                  |
| van Basten 14’ Massaro 70’ | Marcatori | 45’ (rig.) Melli |

## Statistiche

### Statistiche di squadra
| Competizione        | Punti | In casa | In casa | In casa | In casa | In casa | In casa | In trasferta | In trasferta | In trasferta | In trasferta | In trasferta | In trasferta | Totale | Totale | Totale | Totale | Totale | Totale | DR  |
| Competizione        | Punti | G       | V       | N       | P       | Gf      | Gs      | G            | V            | N            | P            | Gf           | Gs           | G      | V      | N      | P      | Gf     | Gs     | DR  |
| ------------------- | ----- | ------- | ------- | ------- | ------- | ------- | ------- | ------------ | ------------ | ------------ | ------------ | ------------ | ------------ | ------ | ------ | ------ | ------ | ------ | ------ | --- |
| Serie A             | 50    | 17      | 9       | 6       | 2       | 28      | 12      | 17           | 9            | 8            | 0            | 37           | 20           | 34     | 18     | 14     | 2      | 65     | 32     | +33 |
| Coppa Italia        | -     | 4       | 3       | 1       | 0       | 8       | 0       | 4            | 2            | 1            | 1            | 9            | 4            | 8      | 5      | 2      | 1      | 17     | 4      | +13 |
| Champions League    | -     | 5       | 5       | 0       | 0       | 15      | 0       | 5            | 5            | 0            | 0            | 8            | 1            | 11     | 10     | 0      | 1      | 23     | 2      | +21 |
| Supercoppa italiana | -     | 1       | 1       | 0       | 0       | 2       | 1       | -            | -            | -            | -            | -            | -            | 1      | 1      | 0      | 0      | 2      | 1      | +1  |
| Totale              | -     | 26      | 17      | 7       | 2       | 51      | 12      | 26           | 16           | 9            | 1            | 54           | 25           | 54     | 34     | 16     | 4      | 107    | 39     | +68 |

### Andamento in campionato
| Giornata  | 1 | 2 | 3 | 4 | 5 | 6 | 7 | 8 | 9 | 10 | 11 | 12 | 13 | 14 | 15 | 16 | 17 | 18 | 19 | 20 | 21 | 22 | 23 | 24 | 25 | 26 | 27 | 28 | 29 | 30 | 31 | 32 | 33 | 34 |
| --------- | - | - | - | - | - | - | - | - | - | -- | -- | -- | -- | -- | -- | -- | -- | -- | -- | -- | -- | -- | -- | -- | -- | -- | -- | -- | -- | -- | -- | -- | -- | -- |
| Luogo     | C | T | C | T | T | C | T | C | T | C  | T  | C  | C  | T  | C  | T  | C  | T  | C  | T  | C  | C  | T  | C  | T  | C  | T  | C  | T  | T  | C  | T  | C  | T  |
| Risultato | V | V | V | V | V | V | V | N | V | N  | V  | N  | V  | V  | V  | V  | V  | N  | V  | N  | V  | V  | N  | P  | N  | N  | N  | P  | N  | V  | N  | N  | N  | N  |
| Posizione | 3 | 1 | 1 | 1 | 1 | 1 | 1 | 1 | 1 | 1  | 1  | 1  | 1  | 1  | 1  | 1  | 1  | 1  | 1  | 1  | 1  | 1  | 1  | 1  | 1  | 1  | 1  | 1  | 1  | 1  | 1  | 1  | 1  | 1  |

Fonte:  Serie A – Classifiche, su sport.sky.it, Sky Sport. URL consultato il 28 ottobre 2014 (archiviato dall'url originale l'11 settembre 2014).
Legenda:

Luogo: C = Casa; T = Trasferta. Risultato: V = Vittoria; N = Pareggio; P = Sconfitta.

### Statistiche dei giocatori[27][28]
| Giocatore     | Serie A  | Serie A | Serie A     | Serie A    | Coppa Italia | Coppa Italia | Coppa Italia | Coppa Italia | Champions League | Champions League | Champions League | Champions League | Supercoppa italiana | Supercoppa italiana | Supercoppa italiana | Supercoppa italiana | Totale   | Totale | Totale      | Totale     |
| Giocatore     | Presenze | Reti    | Ammonizioni | Espulsioni | Presenze     | Reti         | Ammonizioni  | Espulsioni   | Presenze         | Reti             | Ammonizioni      | Espulsioni       | Presenze            | Reti                | Ammonizioni         | Espulsioni          | Presenze | Reti   | Ammonizioni | Espulsioni |
| ------------- | -------- | ------- | ----------- | ---------- | ------------ | ------------ | ------------ | ------------ | ---------------- | ---------------- | ---------------- | ---------------- | ------------------- | ------------------- | ------------------- | ------------------- | -------- | ------ | ----------- | ---------- |
| D. Albertini  | 29       | 2       | 6           | 0          | 6            | 0            | 2            | 0            | 7                | 1                | 3                | 1                | 1                   | 0                   | 0                   | 0                   | 43       | 3      | 11          | 1          |
| F. Antonioli  | 9        | -7      | 1           | 0          | 1            | -0           | 0            | 0            | 4                | -0               | 0                | 0                | 1                   | -1                  | 0                   | 0                   | 15       | -8     | 1           | 0          |
| F. Baresi     | 29       | 0       | 7           | 1          | 7            | 0            | 0            | 0            | 8                | 0                | 2                | 0                | 1                   | 0                   | 1                   | 0                   | 45       | 0      | 10          | 1          |
| G. Bistazzoni | 0        | -0      | 0           | 0          | 0            | -0           | 0            | 0            | 0                | -0               | 0                | 0                | 0                   | -0                  | 0                   | 0                   | 0        | -0     | 0           | 0          |
| Z. Boban      | 13       | 0       | 4           | 0          | 3            | 0            | 1            | 0            | 6                | 1                | 1                | 0                | 0                   | 0                   | 0                   | 0                   | 22       | 1      | 6           | 0          |
| A. Costacurta | 31       | 0       | 6           | 0          | 6            | 0            | 0            | 0            | 10               | 0                | 0                | 0                | 1                   | 0                   | 0                   | 0                   | 48       | 0      | 6           | 0          |
| C. Cudicini   | 0        | -0      | 0           | 0          | 1            | -2           | 0            | 0            | 2                | -0               | 0                | 0                | 0                   | -0                  | 0                   | 0                   | 3        | -2     | 0           | 0          |
| F. De Napoli  | 4        | 0       | 0           | 0          | 2            | 0            | 0            | 0            | 1                | 0                | 0                | 0                | 0                   | 0                   | 0                   | 0                   | 7        | 0      | 0           | 0          |
| R. Donadoni   | 20       | 1       | 0           | 0          | 0            | 0            | 0            | 0            | 6                | 0                | 0                | 0                | 1                   | 0                   | 0                   | 0                   | 27       | 1      | 0           | 0          |
| S. Eranio     | 21       | 2       | 5           | 0          | 7            | 1            | 0            | 0            | 5                | 1                | 3                | 0                | 0                   | 0                   | 0                   | 0                   | 33       | 4      | 8           | 0          |
| A. Evani      | 18       | 0       | 1           | 1          | 4            | 1            | 0            | 0            | 6                | 0                | 0                | 0                | 1                   | 0                   | 0                   | 0                   | 29       | 1      | 1           | 1          |
| F. Galli      | 1        | 0       | 0           | 0          | 0            | 0            | 0            | 0            | 0                | 0                | 0                | 0                | 0                   | 0                   | 0                   | 0                   | 1        | 0      | 0           | 0          |
| E. Gambaro    | 11       | 0       | 0           | 0          | 4            | 0            | 0            | 0            | 5                | 0                | 0                | 0                | 0                   | 0                   | 0                   | 0                   | 20       | 0      | 0           | 0          |
| R. Gullit     | 15       | 7       | 1           | 0          | 6            | 4            | 0            | 0            | 4                | 0                | 0                | 0                | 1                   | 0                   | 0                   | 0                   | 26       | 11     | 1           | 0          |
| G. Lentini    | 30       | 7       | 2           | 0          | 6            | 1            | 1            | 0            | 9                | 0                | 2                | 0                | 1                   | 0                   | 0                   | 0                   | 46       | 8      | 5           | 0          |
| P. Maldini    | 31       | 2       | 0           | 0          | 8            | 0            | 1            | 0            | 10               | 1                | 0                | 0                | 1                   | 0                   | 0                   | 0                   | 50       | 3      | 1           | 0          |
| D. Massaro    | 29       | 5       | 1           | 0          | 7            | 2            | 0            | 0            | 9                | 2                | 0                | 0                | 1                   | 1                   | 0                   | 0                   | 46       | 10     | 1           | 0          |
| S. Nava       | 14       | 0       | 1           | 0          | 5            | 0            | 0            | 0            | 5                | 0                | 1                | 0                | 0                   | 0                   | 0                   | 0                   | 24       | 0      | 2           | 0          |
| J. Papin      | 22       | 13      | 4           | 0          | 4            | 4            | 0            | 0            | 7                | 3                | 1                | 0                | 1                   | 0                   | 0                   | 0                   | 34       | 20     | 5           | 0          |
| F. Rijkaard   | 22       | 2       | 3           | 0          | 5            | 0            | 0            | 0            | 6                | 3                | 0                | 0                | 0                   | 0                   | 0                   | 0                   | 33       | 5      | 3           | 0          |
| S. Rossi      | 27       | -25     | 1           | 0          | 6            | -2           | 0            | 0            | 6                | -2               | 0                | 0                | 0                   | -0                  | 0                   | 0                   | 39       | -29    | 1           | 0          |
| D. Savićević  | 10       | 4       | 1           | 0          | 4            | 3            | 0            | 0            | 3                | 0                | 0                | 0                | 0                   | 0                   | 0                   | 0                   | 17       | 7      | 1           | 0          |
| A. Serena     | 1        | 0       | 0           | 0          | 1            | 0            | 0            | 0            | 0                | 0                | 0                | 0                | 0                   | 0                   | 0                   | 0                   | 2        | 0      | 0           | 0          |
| M. Simone     | 13       | 5       | 0           | 0          | 4            | 0            | 0            | 0            | 8                | 4                | 0                | 0                | 0                   | 0                   | 0                   | 0                   | 25       | 9      | 0           | 0          |
| M. Tassotti   | 27       | 0       | 5           | 0          | 5            | 0            | 0            | 0            | 9                | 1                | 1                | 0                | 1                   | 0                   | 0                   | 0                   | 42       | 1      | 6           | 0          |
| M. Traversa   | 0        | 0       | 0           | 0          | 0            | 0            | 0            | 0            | 0                | 0                | 0                | 0                | 0                   | 0                   | 0                   | 0                   | 0        | 0      | 0           | 0          |
| M. van Basten | 15       | 13      | 1           | 0          | 1            | 0            | 0            | 0            | 5                | 6                | 0                | 0                | 1                   | 1                   | 0                   | 0                   | 22       | 20     | 1           | 0          |